# Сура Аль-Маун
Сура Аль-Маун (араб. سورة الماعون‎) або Милостиня — сто сьома сура Корану. Мекканська, містить 7 аятів.

1. Чи бачив ти того, хто заперечує Суд?
2. Та це ж той, хто проганяє сироту
3. і не закликає нагодувати бідного!
4. Лихо ж тим, які моляться,
5. але ставляться до молитов своїх недбало,
6. які роблять все лише напоказ
7. і відмовляються давати милостиню.